# Grallaria erythroleuca
Grallaria erythroleuca е вид птица от семейство Grallariidae.

## Разпространение
Видът е разпространен в Перу.